# Azazia rubricans
Azazia rubricans är en fjärilsart som beskrevs av Jean Baptiste Boisduval 1833. Azazia rubricans ingår i släktet Azazia och familjen nattflyn. Inga underarter finns listade i Catalogue of Life.